# Dyacopterus
Genre
Dyacopterus est un genre de chauve-souris frugivores du Sud-Est asiatique.
On y rencontre l'un des rares exemples connus de lactation paternelle (en) régulière.

## Espèces
Selon Catalogue of Life (4 septembre 2020) :
- Dyacopterus brooksi Thomas, 1920
- Dyacopterus rickarti Helgen, Kock, Gomez & Ingle, 2007
- Dyacopterus spadiceus (Thomas, 1890)

Selon NCBI (4 septembre 2020) :
- Dyacopterus rickarti Helgen, Kock, Gomez & Ingle, 2007
- Dyacopterus spadiceus

## Répartition géographique
| - D. spadiceus. - D. brooksi. - D. rickarti. |

Les chauves-souris du genre Dyacopterus vivent dans la canopée des forêts de Thaïlande, de Malaisie, d'Indonésie et des Philippines. Elles sont sans doute assez rares, mais surtout on en connaît peu de spécimens parce qu'elles ne descendent que rarement dans le sous-couvert de la forêt, où on peut les capturer.
On ne trouve l'espèce Dyacopterus spadiceus que sur le plateau de la Sonde, notamment la péninsule Malaise au sud de l'isthme de Kra, et les îles de Bornéo et de Sumatra.

## Lactation paternelle
Dyacopterus spadiceus est l'une des rares espèces connues de mammifères chez qui la lactation et l'allaitement paternels se produisent communément. Le volume de lait produit par les mâles reste cependant réduit en comparaison de celui des femelles (4 à 6 µl contre 350).
Cette exception chez les mammifères a été découverte en 1992 par le zoologiste canadien Charles Francis et ses collègues. La lactation paternelle (en) pourrait présenter un avantage sélectif, en soulageant les femelles chez des chauves-souris dont la période d'allaitement est particulièrement longue.